# یواس‌اس تاکسم (۱۹۱۰)
یواس‌اس تاکسم (۱۹۱۰) (به انگلیسی: USS Tocsam (1910)) یک کشتی بود که طول آن ۴۱ فوت (۱۲ متر) بود. این کشتی در سال ۱۹۱۰ ساخته شد.